# Coccophagus capensis
Coccophagus capensis är en stekelart som beskrevs av Compere 1931. Coccophagus capensis ingår i släktet Coccophagus och familjen växtlussteklar. Inga underarter finns listade i Catalogue of Life.